# Cuilapa

Cuilapa é uma cidade da Guatemala do departamento de Santa Rosa. É a capital do departamento.